# Bartoszyce (comune rurale)
Bartoszyce (Bartenstein fino al 1945) è un comune rurale polacco del distretto di Bartoszyce, nel voivodato della Varmia-Masuria.
Ricopre una superficie di 427,82 km² e nel 2004 contava 10 820 abitanti.
Il capoluogo è Bartoszyce, che non fa parte del territorio ma costituisce un comune a sé.
Il comune è al confine con la Russia (Oblast' di Kaliningrad).